# Europees kampioenschap voetbal 2020 (achtste finale) Italië - Oostenrijk
Dit artikel gaat over de wedstrijd in de achtste finales tussen Italië en Oostenrijk die gespeeld werd op zaterdag 26 juni 2021 in het Wembley Stadium te Londen tijdens het Europees kampioenschap voetbal 2020. Het duel was de 38ste wedstrijd van het toernooi en de tweede van de knock-outfase. Italië stroomde door naar de kwartfinales, Oostenrijk werd uitgeschakeld.

## Voorafgaand aan de wedstrijd
- Italië stond bij aanvang van het toernooi op de zevende plaats van de FIFA-wereldranglijst.[1] Vijf Europese landen en EK-deelnemers stonden boven Italië op die lijst. Oostenrijk was op de 23ste plaats terug te vinden.[2] Oostenrijk kende veertien Europese landen en EK-deelnemers met een hogere positie op die ranglijst.
- Italië en Oostenrijk troffen elkaar voorafgaand aan deze wedstrijd al 35 keer. Italië won zestien van die wedstrijden, Oostenrijk zegevierde elf keer en achtmaal eindigde het duel onbeslist. Deze landen ontmoetten elkaar ook al in de halve finales van het WK 1934, de tweede groepsfase van het WK 1978 en de groepsfase van het WK 1990 en het WK 1998. In elk van deze confrontaties won Italië met één doelpunt verschil.
- Voor Italië was dit haar tiende deelname aan een EK-eindronde en de zevende op een rij. Op het EK 1968 kroonde Italië zich tot Europees kampioen. Oostenrijk nam voor een derde maal deel aan een EK-eindronde en voor een tweede op een rij. Nooit eerder bereikte Oostenrijk de knock-outfase.
- Italië werd met negen punten groepswinnaar in groep A, boven Wales, Zwitserland  en Turkije. Oostenrijk plaatste zich voor de achtste finales met zes punten en een tweede plaats in groep C, achter Nederland en boven Oekraïne en Noord-Macedonië.

## Wedstrijdgegevens[3]
| Datum                  | 26 juni 2021                                                                               | 26 juni 2021                                                                               |
| Aftrap                 | 21:00 uur                                                                                  | 21:00 uur                                                                                  |
| Wedstrijdnummer        | 38                                                                                         | 38                                                                                         |
| Stadion                | Wembley Stadium, Londen                                                                    | Wembley Stadium, Londen                                                                    |
| Toeschouwers           | 18.910                                                                                     | 18.910                                                                                     |
| Scheidsrechter         | Anthony Taylor                                                                             | Anthony Taylor                                                                             |
| Assistenten            | Gary Beswick Adam Nunn                                                                     | Gary Beswick Adam Nunn                                                                     |
| Vierde official        | Sandro Schärer                                                                             | Sandro Schärer                                                                             |
| Videoscheidsrechters   | Stuart Attwell Chris Kavanagh (assistent) Lee Betts (assistent) Pol van Boekel (assistent) | Stuart Attwell Chris Kavanagh (assistent) Lee Betts (assistent) Pol van Boekel (assistent) |
| Man van de wedstrijd   | Leonardo Spinazzola                                                                        | Leonardo Spinazzola                                                                        |
|                        | Italië                                                                                     | Oostenrijk                                                                                 |
| Doelpunten             | 2                                                                                          | 1                                                                                          |
| Gele kaarten           | 2                                                                                          | 3                                                                                          |
| Rode kaarten           | 0                                                                                          | 0                                                                                          |
| Wissels                | 5                                                                                          | 6                                                                                          |
| Schoten op doel        | 6                                                                                          | 3                                                                                          |
| Schoten naast doel     | 12                                                                                         | 8                                                                                          |
| Overtredingen          | 10                                                                                         | 22                                                                                         |
| Hoekschoppen           | 4                                                                                          | 3                                                                                          |
| Buitenspel             | 4                                                                                          | 2                                                                                          |
| Passnauwkeurigheid (%) | 88                                                                                         | 83                                                                                         |
| Balbezit (%)           | 52                                                                                         | 48                                                                                         |

| Italië | 2 – 1 (n.v.)   | Oostenrijk |
| (Leonardo Spinazzola) Federico Chiesa 95' (Francesco Acerbi) Matteo Pessina 105' | goals (assist) | 114' Saša Kalajdžić (Louis Schaub) |
| Roberto Mancini | bondscoach     | Franco Foda |
| Gianluigi Donnarumma Giovanni Di Lorenzo Leonardo Bonucci Francesco Acerbi Leonardo Spinazzola Nicolò Barella 67' Jorginho Marco Verratti 67' Domenico Berardi 84' Ciro Immobile 84' Lorenzo Insigne 108' | opstellingen   | Daniel Bachmann 114' Stefan Lainer Aleksandar Dragović Martin Hinteregger David Alaba 106' Xaver Schlager 106' Florian Grillitsch 114' Konrad Laimer Marcel Sabitzer 90' Christoph Baumgartner 97' Marko Arnautović |
| Manuel Locatelli 67' Matteo Pessina 67' Andrea Belotti 84' Federico Chiesa 84' Bryan Cristante 108' | wissels        | 90' Alessandro Schöpf 97' Saša Kalajdžić 106' Louis Schaub 106' Michael Gregoritsch 114' Stefan Ilsanker 114' Christopher Trimmel                                                                                   |
| Giovanni Di Lorenzo 50' Nicolò Barella 51' | gele kaarten   | 2' Marko Arnautović 103' Martin Hinteregger 120+1' Aleksandar Dragović |
| | rode kaarten   | |